# エイヴァ・エイカーズ
エイヴァ・エイカーズ（Ava Acres、2005年5月13日 - ）は、アメリカ合衆国の女優。アヴァ・エイカーズとも表記される。

## 出演作品

### 映画
- ハッピー フィート2 踊るペンギンレスキュー隊（エリック）
- シュガー・ラッシュ
- 天使が消えた街
- スティーブ・ジョブズ
- モンスターズ・ユニバーシティ
- 怪盗グルーのミニオン危機一発
- アナと雪の女王
- ペンギンズ FROM マダガスカル

### テレビドラマ
- クリミナル・マインド FBI行動分析課
- Weeds ママの秘密
- アドベンチャー・タイム
- ハリーズ・ロー 裏通り法律事務所
- サウスランド
- エージェント・オブ・シールド